# Eggies
Eggies est un jeu pour téléphones mobiles et tablettes par Alda Games. Il est créé dans le moteur Unity 3D et est disponible en téléchargement gratuit sur iOS, Android et Windows Phone. Comme les autres jeux du studio tchèque, Eggies est rendu par des graphiques dessinés à la main. Son concept s'inspire principalement du jeu numérique classique Tamagotchi et de ses successeurs modernes. 

## Jouabilité
Le jeu consiste à prendre soin d'œufs (d'où le nom d'Eggies), qui éclosent en un monstre fantastique après un laps de temps prédéterminé. Chaque œuf coûte des pièces et pour chaque œuf éclos, le joueur est récompensé par des pièces. Cependant, ces derniers peuvent également être gagnés tout en s'occupant de l'œuf en jouant à des mini-jeux qui sont constamment ajoutés au jeu, et comprennent des pièces aussi bien connues qu'originales, des pex, à une variation du Flappy Bird, en passant par la connexion de contacts d'ampoules électriques, qu'Alda Games avait déjà éprouvée dans son titre précédent, World of Cheese.
Outre l'achat d'œufs, les pièces servent également à payer la nourriture d'Eggie au restaurant, ou à acheter des modifications d'apparence (motif d'œuf, peinture, couvre-chef). Les joueurs ont la possibilité d'acquérir des pièces non seulement en jouant mais aussi par le biais de microtransactions, mais le jeu ne comprend aucun équipement qui ne puisse être acheté avec les pièces gagnées en jouant.

### Mini-jeux
Les mini-jeux sont la principale source de divertissement de l'œuf et aussi une source de pièces utilisées pour acheter de la nourriture et des vêtements. Ils représentent donc le seul moyen de satisfaire tous les besoins d'Eggies. Il y a sept mini-jeux dans la première version du jeu, mais le nombre de mini-jeux est destiné à augmenter de manière significative pour maintenir la variété et la durée de jeu :
- Ampoules électriques - le joueur connecte des ampoules électriques et sa tâche consiste à les connecter toutes pour qu'elles s'illuminent.
- Puzzle - la tâche du joueur est d'assembler une image à partir des pièces.
- Pexeso - jeu de mémoire classique
- Flappy Egg - un jeu similaire à Flappy Bird, mais avec la particularité que l'œuf du joueur est directement impliqué dans le jeu, y compris ce qu'il porte (ce qui peut rendre le jeu plus difficile en raison de la taille croissante de l'œuf).
- Rats - la tâche du joueur est d'attraper les rats qui apparaissent à des endroits prédéterminés.
- Attrapez les œufs - les œufs tombent du bord supérieur et le joueur doit les attraper tous dans un panier.
- Trouvez les œufs tristes - parmi les nombreuses images d'œufs, il y en a toujours au moins un qui est triste et la tâche du joueur est de le trouver.

## Développement
Le jeu est sorti sur toutes les plateformes fin juillet/août 2014 et le studio Alda Games a commencé à y travailler en février de la même année. 